# رقص شیدا
«رقص شیدا» (به انگلیسی: Maniac Dance) آلبومی از استراتوواریوس است که در سال ۲۰۰۵ میلادی منتشر شد.